# Николаус Лихтенштейнский
Принц Николаус Фердинанд Мария Йозеф Рафаэль Лихтенштейнский (род. 24 октября 1947, Цюрих) — посол Лихтенштейна в Ватикане и Бельгии, младший брат Ханса-Адама II, 15-го князя Лихтенштейна.

## Образование и карьера
Принц Николаус родился в Цюрихе в семье князя Лихтенштейна Франца Иосифа II и графини Джины фон Вильчек. В 1972 году он окончил Венский университет с докторской степенью в области права.
С 1973 по 1974 год Николаус работал ассистентом в Международном комитете Красного Креста в Женеве. С 1975 по 1976 год он работал в судах Вадуца. С 1977 по 1978 год он был советником Управления международных отношений правительства Лихтенштейна.
С 1979 по 1989 год Николаус Лихтенштейнский был постоянным представителем Лихтенштейна в Совете Европы в Страсбурге. С 1986 по 2017 год был послом Лихтенштейна в Ватикане (не проживающим на его территории). С 1989 по 1996 год он был послом Лихтенштейна в Швейцарии. С 1996 по сентябрь 2010 года он был послом Лихтенштейна в Бельгии.

## Семья
20 марта 1982 года в Соборе Люксембургской Богоматери принц Николаус Лихтенштейнский женился на принцессе Маргарите Люксембургской, младшей дочери Великого герцога Люксембургского Жана и Жозефины Шарлотты Бельгийской. На данный момент это последний династический брак между представителями двух правящих европейских домов.
У супругов родились четверо детей:
- принц Леопольд Эммануэль Лихтенштейнский (род. и ум. 20 мая 1984) — умер после рождения
- принцесса Мария Анунциата Лихтенштейнская (род. 12 мая 1985), 4 сентября 2021 года обвенчалась с предпринимателем Эмануэлем Мусини (род. 1979)[6]. Имеют одного сына.
- принцесса Мария Астрид Лихтенштейнская (род. 26 июня 1987), 25 сентября 2021 года вышла замуж за Рафаэля Уортингтона V (род. 1985). У пары две дочери.
- принц Йозеф Эммануэль Лихтенштейнский (род. 7 мая 1989), в 2022 году женился на Марии Клаудии Эчаваррии Суарес (род. 1988). У пары два сына.